# 19816 Wayneseyfert
19816 Wayneseyfert è un asteroide della fascia principale. Scoperto nel 2000, presenta un'orbita caratterizzata da un semiasse maggiore pari a 2,2228849 UA e da un'eccentricità di 0,1093247, inclinata di 5,11969° rispetto all'eclittica.